# Чжуншань (царство)
Чжунша́нь (кит. 中山, пиньинь Zhōngshān) — полуварварское государство, существовавшее в северном Китае в V—III вв. до н. э. Располагалось восточнее гор Тайханшань.
Племя байди («северные варвары»), этническая принадлежность которого точно не установлена, переселились на территорию современной провинции Хэбэй с северной части современной провинции Шэньси примерно в VII веке до н. э.
В V веке до н. э. на территорию Чжуншань совершали походы войска царства Цзинь, но так как на Цзинь в это время ударили другие царства, то Чжуншань выстояло. В 414 году правитель Чжуншань объявил себя У-гуном (武公).
В 408 году до н. э. Чжуншань было захвачено царством Вэй. Вэйский правитель Вэнь-хоу не стал уничтожать государство, а сделал его вассалом, отдав в управление своему сыну Цзи. В 343 году до н. э. правитель владения Чжуншань стал первым министром Вэй.
В 341 году до н. э. царство Вэй, напав на соседнее с ним царство Чжао, оказалось в состоянии вооружённого конфликта с царством Ци, к которому Чжао обратилось за помощью. В результате битвы под Малином вэйские войска были полностью разгромлены, и соседние государства начали вести борьбу против Вэй и его вассала Чжуншань.
Опыт, полученный в сражениях с полукочевыми чжуншаньцами, подтолкнул чжаоского Улин-вана к переоснащению в 307 году части своего войска на чжуншаньский манер. Введение нового рода войск (конных лучников) и нового вида одежды (прочных кавалерийских штанов) позволило Чжао в 300 году до н. э. завоевать Чжуншань и сделать его своим вассалом.
В 295 году до н. э. царство Чжао при помощи царства Ци полностью покончило с самостоятельностью Чжуншань, территория которого была превращена в обычную чжаоскую область, управляемую китайскими чиновниками.
В 1970-е годы крупной археологической находкой стала гробница правителя царства Чжуншань Цо-вана (англ.).